# Манас (национальный парк, Бутан)
Королевский национальный парк Манас (англ. Royal Manas National Park) — самый старый национальный парк Бутана, основанный в 1966 году. Он имеет площадь 1057 км² и охватывает восточную часть дзонгхага Сарпанг, западную часть дзонгхага Жемганг и западную часть дзонгхага Пемагацел. Парк связан «биологическими коридорами» с заповедниками Пхибсу и Кхалинг, национальными парками Джигме Сингье Вангчука и Тхрумшинг.
Со стороны Индии заповедная зона продолжается, там находится индийский национальный парк Манас. 
В 2012 году Королевский национальный парк Манас был включен в предварительный список Бутана для включения в Список объектов всемирного наследия ЮНЕСКО.

## Флора и фауна
Биомы парка варьируются от низменных тропических лесов до постоянных ледяных полей. В парке водятся бенгальские тигры, слоны, гауры (Bos gaurus), реже также встречаются золотые лангуры (Presbytis geei), карликовые свиньи (Porcula salvania), щетинистые зайцы (Caprolagus hispidus) и гангские дельфины (Platanista gangetica). Парк является единственным местом в Бутане, где обитают индийские носороги (Rhinoceros unicornis) и индийские буйволы (Bubalus arnee). В парке живут сотни видов птиц, в том числе четыре вида птицы-носорога — непальский калао, волнистый калао, двурогий калао и токи. В реке Манас и её притоках водятся три вида редких мигрирующих рыб: крупночешуйчатый усач-тор, или махсир (Tor tor), золотой, или гималайский, махсир (Tor putitora) и шоколадный махсир (Acrossocheilus hexangonolepis).
В парке растёт несколько видов растений, которые используются в медицине и религиозных ритуалах.
На территории парка расположены несколько отдалённых изолированных деревень, в которых живут около 5000 человек.